# Фехтование на летних Олимпийских играх 1896
Соревнования по фехтованию на I летних Олимпийских играх прошли 7 и 9 апреля. Было разыграно 3 комплекта наград, участие приняли спортсмены из 4 стран. Фехтование стало единственным видом спорта, где были допущены и профессионалы: отдельно были проведены соревнования среди «маэстро» — преподавателей фехтования. Они соревновались только на рапирах, а любители кроме рапир участвовали в соревнованиях на саблях. Все поединки проходили до трёх уколов.

## Медали

### Общий медальный зачёт

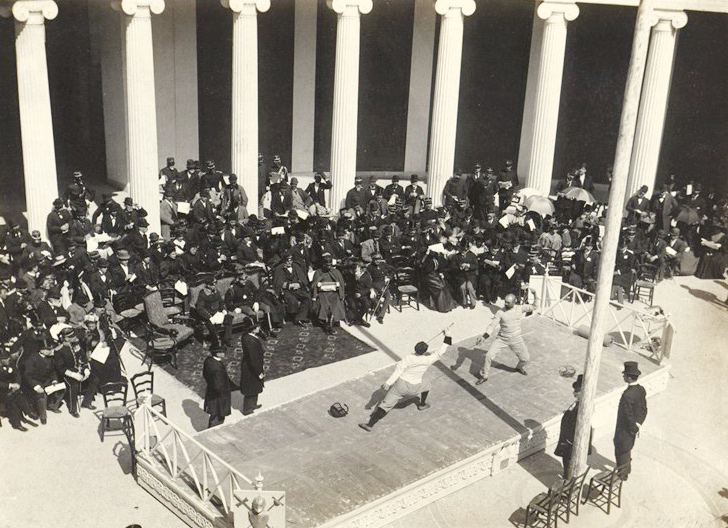
Фехтование на летних Олимпийских играх 1896

(Жирным выделено самое большое количество медалей в своей категории; принимающая страна также выделена)
| Общее количество медалей |         |        |         |        |       |
| Место                    | Страна  | Золото | Серебро | Бронза | Всего |
| 1                        | Греция  | 2      | 1       | 1      | 4     |
| 2                        | Франция | 1      | 2       | 0      | 3     |
| 3                        | Дания   | 0      | 0       | 1      | 1     |

### Медалисты
| Дисциплина           | Золото                     | Серебро                    | Бронза                                |
| Рапира               | Эжен-Анри Гравлотт Франция | Анри Калло Франция         | Периклес Пьеракос-Мавромихалис Греция |
| Рапира               | Эжен-Анри Гравлотт Франция | Анри Калло Франция         | Александрос Вурос Греция              |
| Рапира среди маэстро | Леонидас Пиргос Греция     | Жан Перроне Франция        | —                                     |
| Сабля                | Иоаннис Георгиадис Греция  | Телемахос Каракалос Греция | Хольгер Нильсен Дания                 |

## Страны
В соревнованиях приняло участие 15 спортсменов из четырёх стран:
- Австрия (1)
- Греция (9)
- Дания (1)
- Франция (4)